# Anne Simon (autrice de bande dessinée)
Pour les articles homonymes, voir Anne Simon et Simon.
Anne Simon, née le 21 juillet 1980 à La Crèche (Deux-Sèvres), est une autrice de bande dessinée et illustratrice française.

## Biographie
Anne Simon entre à l’École supérieure de l’image d'Angoulême puis à l'École nationale supérieure des arts décoratifs de Paris. Elle participe à la création de la revue Dopututto et des éditions Misma où elle développe sa série Les Contes du Marylène.
Elle reçoit en 2004 le prix Jeunes Talents au Festival international de la bande dessinée d'Angoulême et sort sa première bande dessinée, Perséphone aux enfers (Michel Lagarde) en 2006. Elle publie trois biographies dessinées chez Dargaud Freud, Marx et Einstein en collaboration avec la scénariste Corinne Maier. Elle travaille en parallèle en tant qu'illustratrice pour la presse et l'édition jeunesse.
En 2012 elle démarre la série BD Les Contes du Marylène. En 2020 paraît le volume 4 Gousse & Gigot et l'album figure dans la sélection pour le Festival d'Angoulême 2021. Le cinquième tome L'Institut des benjamines paru en 2022 a été sélectionné pour le Festival d'Angoulême 2023. Le sixième tome Henry, James et les autres est paru en octobre 2024. La série est « une saga fascinante, aussi divertissante que politique, étrange et fantaisiste » selon Télérama en 2025.
Son travail est exposé à l'occasion du Pop Women Festival à Reims, en mars 2025.

## Publications

### Albums
- Pour l’honneur d’un coureur, tome 1 de la série Les petites prouesses de Clara Pilpoile, Dargaud, (coll. « Poisson Pilote »), 2007
- Viva Las Vegas, tome 2 de la série Les petites prouesses de Clara Pilpoile, Dargaud, (coll. « Poisson Pilote »), 2008
- Pignolo le bonobo, in Vive la politique, ouvrage collectif, Dargaud, (coll. « Poisson Pilote »), 2006
- Perséphone aux Enfers, Michel Lagarde, 2006
- Terriens, ouvrage collectif, Les 400 coups, 2006
- Rognure, hors commerce réalisé à l’occasion des 24h de la BD d’Angoulême, Misma, 2008
- Tranches napolitaines, Dargaud, 2010[7]
- Freud, scénario de Corinne Maier, Dargaud, 2011 [8]
- Les Contes du Marylène, tome 1 : La Geste d'Aglaé, Misma, 2012, 120 p.  (ISBN 978-2-916254-20-3)
- Marx, scénario de Corinne Maier, Dargaud, 2013 [9]
- Les Contes du Marylène, tome 2 : Cixtite impératrice, Misma, 2014, 80 p.  (ISBN 978-2-916254-39-5)
- Einstein, scénario de Corinne Maier, Dargaud, 2015 [10]
- Encaisser !, Casterman, 2016
- Lorsque je regarde les enfants des autres, Cambourakis, 2016
- Les Contes du Marylène, tome 3 : Boris, l'enfant patate, Misma, 2018 [11],[12]
- ABCD de la Typographie (participation), scénario de David Rault, Gallimard, 2018 [13],[14],[15]
- Les Contes du Marylène, tome 4 : Gousse et Gigot[16], éd. Misma, janvier 2020
- Histoire dessinée de la France t. 9 : En âge florissant. De la Renaissance à la Réforme, co-édition éditions La Découverte et La Revue Dessinée / novembre 2020, avec Pascal Brioist[17],[18]
- Les Représentants, dessin collectif avec David Prudhomme, Alfred, et Sébastien Vassant, scénario de Vincent Farasse, Virages graphiques, 2022[19]
- Les Contes du Marylène, tome 5 : L'Institut des benjamines, éd. Misma, 2022 - Sélection officielle du Festival d'Angoulême 2023[4]
- Les Contes du Marylène, tome 6 : Henry, James et les autres, éd. Misma, 2024[5]

### Illustration
- Sorcières en colère, autrice : Fanny Joly, Gallimard, collection « Folio Cadet », 2006
- La Conversation, auteur : Olivier Abel, Gallimard Jeunesse, collection « Chouette penser », 2006
- Ma langue à toutes les sauces, auteur : Christine Beiger, Albin Michel jeunesse, collection « Humour en mots », 2006  (ISBN 2-226-14932-5)
- Nous, les 14-17 ans, autrice : Anne-Marie Thomazeau, La Martinière jeunesse, Collection « Hydrogène », 2006
- Comment l'homme a compris d'où viennent les bébés, autrice : Juliette Nouel-Rénier, Gallimard Jeunesse, collection « La connaissance est une aventure », 2007  (ISBN 978-2-07-057881-8)
- Le maléfice égyptien, Auteur : Lorris Murail, Gallimard, collection « Folio Junior histoires courtes », 2007  (ISBN 978-2-07-061082-2)
- [Comment l’homme a compris que le singe est son cousin, autrice : Juliette Nouel-Rénier et Pascal Picq, Gallimard Jeunesse, Collection « La connaissance est une aventure », 2007
- Où sont passés les princes charmants ?, autrice : Rosalinde Bonnet, Milan, Collection « Milan Poche Cadet », 2007  (ISBN 2-7459-2695-0)
- Comment l'homme a compris que le climat se réchauffe, autrice : Juliette Nouel-Rénier, Gallimard Jeunesse, collection « La connaissance est une aventure », 2008
- Comment l'homme a compris que les dinosaures ont régné sur Terre, autrice : Juliette Nouel-Rénier, Gallimard Jeunesse, collection « La connaissance est une aventure », 2008
- Je vais au théâtre voir le monde, auteur : Jean-Pierre Sarrazac, Gallimard Jeunesse, collection « Chouette penser », 2008
- Pourquoi mon chien déchiquette mes chaussettes ?, autrice : Caroline Laffon et Martine Laffon, La Martinière jeunesse, 2008
- Sagesses et malices de Yoshua, L'homme qui se disait le fils de Dieu, auteur : Oscar Brenifier, Albin Michel jeunesse, collection « Sagesses et Malices », 2009  (ISBN 2-226-18950-5)
- Céleste, ma planète, auteur : Timothée de Fombelle, Je bouquine no 285, novembre 2007

## Exposition
- « Chez Marylène, la frite est belle », médiathèque Jean Falala, Reims, dans le cadre du Pop Women Festival, mars 2025[6].

## Récompenses
- Première lauréate du concours Jeunes Talents de l’édition 2004 du festival international de la bande dessinée d’Angoulême[20].